# Andy Gavin

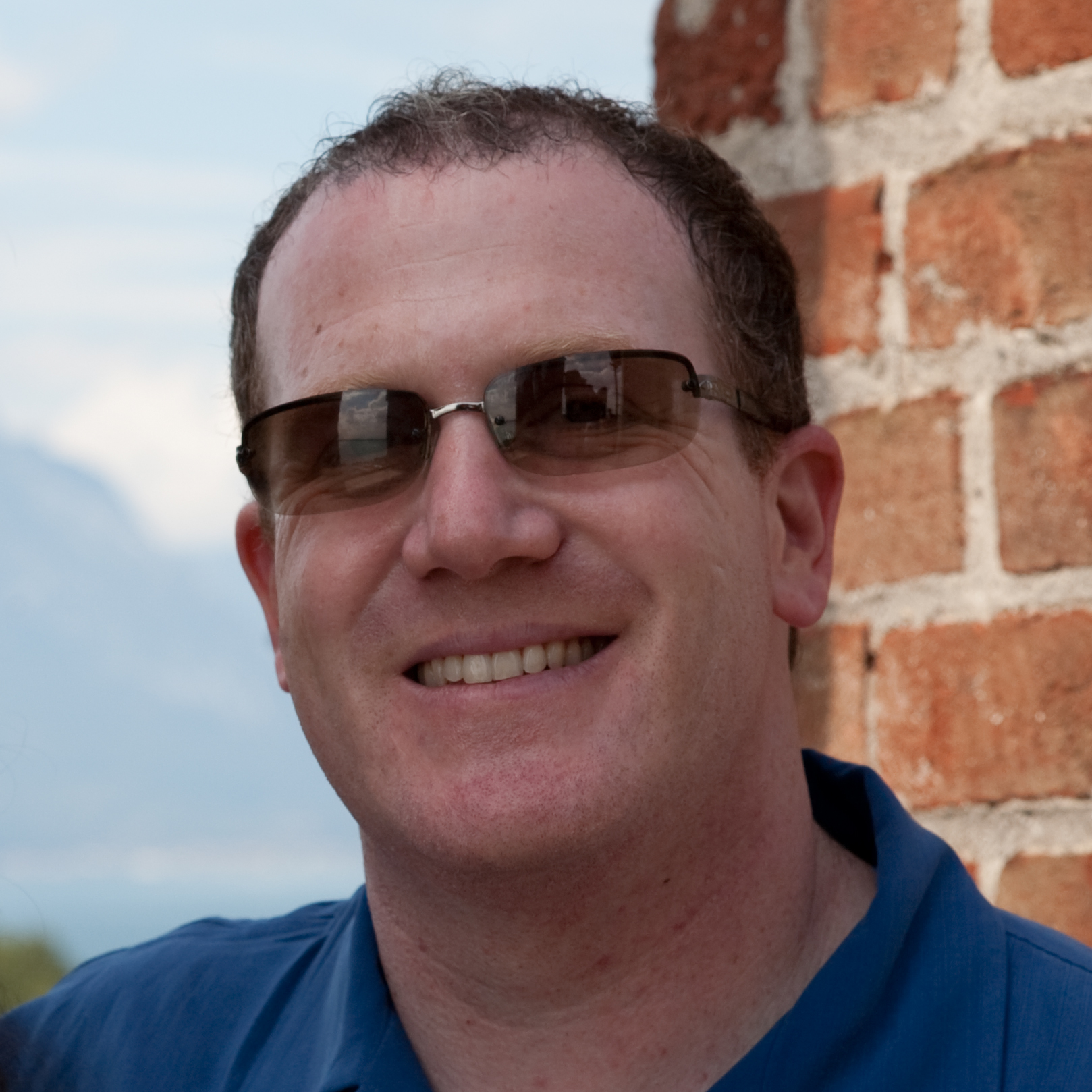
Andy Gavin

Andy Gavin (ur. 1970) – programista oraz współtwórca przedsiębiorstwa Naughty Dog tworzącego gry komputerowe. Założył je wraz z przyjacielem z dzieciństwa Jasonem Rubinem w 1986 roku. Studio Naughty Dog jest twórcą m.in. serii Crash Bandicoot, Jak and Daxter oraz Uncharted.